# IClone
iClone es un software de representación y renderización en 3D y animación, permitiendo a los usuarios realizar animaciones a modo de película. Se destaca por ser uno de los pocos softwares de animación que se utiliza en tiempo real "WYSIWYG" (junto con Movizu y Autodesk MotionBuilder) que permite a los animadores ver inmediatamente los resultados de su trabajo, y para reproducir las animaciones en el viewport. La característica se encuentra activa mediante un motor de videojuegos 3D para la representación en pantalla.
Otras de las funciones incluyen: animación facial completa y esquelética de las figuras humanas y animales, sincronización de movimiento de los labios, importación de archivos estándar 3D incluyendo FBX, una línea de tiempo para la edición y combinación de los movimientos, el lenguaje de programación "Lua" para la interacción de los personajes, aplicación de captura de archivos de movimiento, la capacidad de controlar escena animada como si fuese un videojuego y la importación de modelos desde Google 3D Warehouse, entre otras características.
Además iClone contiene una notable cantidad de contenido ofrecido y compartido por los mismos usuarios para ser utilizado con el software, inclusive en la propia biblioteca de contenidos de RealIlusion.